# WinCDEmu
WinCDEmu는 마이크로소프트 윈도우에서 디스크 이미지 파일들을 마운트하기 위한 오픈 소스 유틸리티이다.
윈도우 장치 드라이버를 설치함으로써 사용자가 마치 물리적 드라이브를 사용하는 것처럼 CD나 DVD의 이미지에 접근할 수 있게 한다. WinCDEmu는 ISO, CUE/BIN, CCD/IMG, NRG, MDS/MDF, RAW 포맷을 지원한다.